# Baron Stafford
Baronowie Stafford 1. kreacji (parostwo Anglii)
- patrz: książę Buckingham

Baronowie Stafford 2. kreacji (parostwo Anglii)
- 1371–1380: Richard Stafford, 1. baron Stafford
- 1380–1419: Edmund Stafford, 2. baron Stafford
- 1419–1425: Thomas Stafford, 3. baron Stafford
- 1425–1445: Richard Stafford, 4. baron Stafford

Baronowie Stafford 3. kreacji (parostwo Anglii)
- 1411–1420: Hugh Stafford, 1. baron Stafford

Baronowie Stafford 4. kreacji (parostwo Anglii)
- 1547–1563: Henry Stafford, 1. baron Stafford
- 1563–1566: Henry Stafford, 2. baron Stafford
- 1566–1603: Edward Stafford, 3. baron Stafford
- 1603–1625: Edward Stafford, 4. baron Stafford
- 1625–1637: Henry Stafford, 5. baron Stafford
- 1637–1640: Roger Stafford, 6. baron Stafford

Baronowie Stafford 5. kreacji (parostwo Anglii)
- 1640–1680: William Howard, 1. wicehrabia Stafford i 1. baron Stafford
- 1824–1851: George William Stafford-Jerningham, 2. baron Stafford
- 1851–1884: Henry Valentine Stafford-Jerningham, 3. baron Stafford
- 1884–1892: Augustus Frederick Fitzherbert Stafford-Jerningham, 4. baron Stafford
- 1892–1913: Fitzherbert Stafford-Jerningham, 5. baron Stafford
- 1913–1932: Francis Edward Fitzherbert-Stafford, 6. baron Stafford
- 1932–1941: Edward Stafford Fitzherbert, 7. baron Stafford
- 1941–1986: Basil Francis Nicholas Fitzherbert, 8. baron Stafford
- 1986 -: Francis Melfort William Fitzherbert, 9. baron Stafford

Najstarszy syn 9. barona Stafford: Benjamin Basil Fitzherbert